# 1978 en fantasy
| Années de la fantasy : 1975 - 1976 - 1977 - 1978 - 1979 - 1980 - 1981    |
| Décennies de la fantasy : 1940 - 1950 - 1960 - 1970 - 1980 - 1990 - 2000 |

L'année 1978 a été marquée, en matière de fantasy, par les événements suivants.

## Romans - Recueils de nouvelles ou anthologies - Nouvelles

### Romans
- Les Chroniques de Thomas l'incrédule : le Réveil du Titan, deuxième tome des Chroniques de Thomas Covenant ;
- Le Dragon blanc (The White Dragon), roman de Anne McCaffrey ;
- Gloriana ou la Reine inassouvie (Gloriana or the Unfulfill'd Queen), roman de Michael Moorcock ;
- Reine des orages  (Stormqueen !), roman du Cycle de Ténébreuse écrit par Marion Zimmer Bradley ;
- Roi de douleur (Saint Camber), roman de fantasy appartenant au cycle des Derynis de Katherine Kurtz ;
- Le Signe de la Licorne (Sign of the Unicorn), troisième roman du cycle des Princes d'Ambre, écrit par Roger Zelazny

### Anthologies et recueils de nouvelles
- Les Adorateurs de Cthulhu, anthologie de quatre nouvelles directement inspirées du mythe de Cthulhu imaginé par l'écrivain américain H. P. Lovecraft.
- Le Livre d'or de la science-fiction : Le Manoir des roses (L'Épopée fantastique - 1)
- Les Meilleurs Récits de Fantastic Adventures

## Bandes dessinées, dessins animés, mangas
- Le Pays des elfes (Elfquest), série de comics créée par Wendy et Richard Pini